# Книжковий хробак (картина)
«Книжковий хробак» (нім. Der Bücherwurm) — картина німецького художника-романтика і поета Карла Шпіцвеґа, написана 1850 року. Зберігається у Музеї Георга Шефера у Швайнфурті.
Це полотно є типовим зразком бідермаєру, у якому відображено інтроспективні та консервативні настрої, поширені в Європі між  Наполеонівськими війнами та революціями 1848–1849 років. Шпіцвеґ не просто передає ці настрої, а й сміється з них, втіливши їх у вигляді старого бібліофіла, якому немає діла до світу за межами його бібліотеки.